# Skruvagöl (Bergs socken, Småland)
Skruvagöl är en sjö i Växjö kommun i Småland och ingår i Lagans huvudavrinningsområde.